# Ґальчиці
Ґальчиці (пол. Galczyce) — село в Польщі, у гміні Вежбінек Конінського повіту Великопольського воєводства.
Населення — 122 особи (2011).
У 1975—1998 роках село належало до Конінського воєводства.

## Демографія
Демографічна структура станом на 31 березня 2011 року:
|          | Загалом | Допрацездатний вік | Працездатний вік | Постпрацездатний вік |
| -------- | ------- | ------------------ | ---------------- | -------------------- |
| Чоловіки | 62      | 20                 | 37               | 5                    |
| Жінки    | 60      | 20                 | 32               | 8                    |
| Разом    | 122     | 40                 | 69               | 13                   |